# Sorol
Sorol es un atolón de coral de nueve islas parte de las Islas Carolinas centrales en el Océano Pacífico, que forma un distrito legislativo en el estado de Yap en los Estados Federados de Micronesia. Sorol se encuentra aproximadamente a 150 kilómetros (93 millas) al sur de Ulithi y a 250 kilómetros (160 millas) al sureste de la isla de Yap. La población de Sorol fue de 215 personas en el año 2000. Sorol es un municipio del estado de Yap a pesar de que su población ha sido clasificada como parte del distrito de Fais en algunas publicaciones estadísticas.

## Historia
El primer avistamiento registrado de la isla Sorol fue realizado el 22 de enero de 1565 por el navegante español Alonso de Arellano, al mando del patache San Lucas.San Lucas.
Al igual que con todas las islas Carolinas, España vendió Sorol al Imperio de Alemania en 1899. La isla quedó bajo el control del Imperio de Japón después de la Primera Guerra Mundial y posteriormente fue administrada bajo el Mandato del Pacífico Sur. Después de la Segunda Guerra Mundial, la isla quedó bajo el control de los Estados Unidos de América y fue administrada como parte del Territorio en Fideicomiso de las Islas del Pacífico desde 1947, y se convirtió en parte de los Estados Federados de Micronesia desde 1979.